# 458

## Decese
- 3 iulie: Anatolie al Constantinopolului arhiepiscop și apoi patriarh al Constantinopolului (n. ?)